# La Poly Normande
La Poly Normande er et landevejsløb som køres i Normandiet i Frankrig. Det blev for første gang arrangeret i 1980. Løbet er et endagsløb og er klassificeret som 1.1. Løbet er en del af UCI Europe Tour. 

## Vindere
| År   | Vinder                   | Toer                    | Treer                 |        |
| ---- | ------------------------ | ----------------------- | --------------------- | ------ |
| 1980 | Bernard Thévenet         | Jean-René Bernaudeau    | Raymond Martin        |        |
| 1981 | Lucien Van Impe          | Raymond Martin          | Pierre Le Bigaut      |        |
| 1982 | Bernard Hinault          | Gilbert Duclos-Lassalle | Bernard Vallet        |        |
| 1983 | Marc Madiot              | Seán Kelly              | Laurent Fignon        |        |
| 1984 | Vincent Barteau          | Éric Caritoux           | Claude Criquielion    |        |
| 1985 | Claude Criquielion       | Jean-Claude Bagot       | Marc Madiot           |        |
| 1986 | Jean-René Bernaudeau     | Frédéric Brun           | Jean-Louis Gauthier   |        |
| 1987 | Marc Madiot              | Pierre Le Bigaut        | Jean-René Bernaudeau  |        |
| 1988 | Philippe Bouvatier       | Régis Clère             | Jérôme Simon          |        |
| 1989 | Laurent Fignon           | Éric Caritoux           | Pedro Delgado         |        |
| 1990 | Thierry Claveyrolat      | Éric Boyer              | Jean-Claude Bagot     |        |
| 1991 | Thierry Marie            | Gérard Rué              | Jean-François Bernard |        |
| 1992 | Jean-François Bernard    | Thierry Claveyrolat     | Richard Virenque      |        |
| 1993 | Tony Rominger            | Jean-Philippe Dojwa     | François Lemarchand   |        |
| 1994 | Dsjamolidin Abdusjaparov | Thomas Davy             | Jacky Durand          |        |
| 1995 | Richard Virenque         | Laurent Madouas         | Marco Pantani         |        |
| 1996 | Laurent Brochard         | Stéphane Heulot         | Luc Leblanc           |        |
| 1997 | Richard Virenque         | Frédéric Guesdon        | Cédric Vasseur        |        |
| 1998 | Stéphane Heulot          | Bobby Julich            | Laurent Brochard      |        |
| 1999 | Laurent Dufaux           | Richard Virenque        | Stéphane Heulot       |        |
| 2000 | Pascal Hervé             | Gilberto Simoni         | Charles Guilbert      |        |
| 2001 | Laurent Jalabert         | Christophe Moreau       | Sylvain Chavanel      |        |
| 2002 | Nicolas Vogondy          | Laurent Brochard        | Thierry Gouvenou      |        |
| 2003 | Jérôme Pineau            | Mickaël Pichon          | Walter Bénéteau       |        |
| 2004 | Sylvain Chavanel         | Guido Trentin           | Christophe Oriol      |        |
| 2005 | Philippe Gilbert         | Ludovic Turpin          | Mickaël Buffaz        |        |
| 2006 | Anthony Charteau         | Bert Scheirlinckx       | Nicolas Crosbie       |        |
| 2007 | Benoît Vaugrenard        | Mickaël Buffaz          | Bert De Waele         |        |
| 2008 | Arnaud Gérard            | Jérôme Pineau           | Sandy Casar           |        |
| 2009 | Matthieu Ladagnous       | Stefan van Dijk         | Wesley Sulzberger     |        |
| 2010 | Andy Cappelle            | Jérémie Galland         | Romain Hardy          |        |
| 2011 | Anthony Delaplace        | Julien El Fares         | Arnaud Gérard         |        |
| 2012 | Tony Hurel               | Samuel Dumoulin         | Davy Commeyne         |        |
| 2013 | José Gonçalves           | Matthias Brändle        | Sébastien Delfosse    |        |
| 2014 | Jan Ghyselinck           | Antoine Duchesne        | Quentin Jauregui      |        |
| 2015 | Oliver Naesen            | Fabrice Jeandesboz      | Antoine Duchesne      |        |
| 2016 | Baptiste Planckaert      | Ryan Anderson           | Julien Duval          |        |
| 2017 | Alexis Gougeard          | Johan Le Bon            | Laurent Pichon        |        |
| 2018 | Pierre-Luc Périchon      | Pierre Gouault          | Lorrenzo Manzin       |        |
| 2019 | Benoît Cosnefroy         | Valentin Ferron         | Damien Touzé          |        |
| 2020 | aflyst                   | aflyst                  | aflyst                | aflyst |
| 2021 | Valentin Madouas         | Benoît Cosnefroy        | Anthony Perez         |        |
| 2022 | Franck Bonnamour         | Lorenzo Rota            | Anthony Turgis        |        |
| 2023 | Arnaud De Lie            | Valentin Ferron         | Jordan Jegat          |        |
| 2024 | Paul Lapeira             | Pascal Eenkhoorn        | Brieuc Rolland        |        |
| 2025 |                          |                         |                       |        |